# Strezimirovci
Strezimirovci (en serbe cyrillique : Стрезимировци ; en bulgare : Стрезимировци) est un village de Serbie situé dans la municipalité de Surdulica, district de Pčinja. Au recensement de 2011, il comptait 25 habitants.
Strezimirovci est situé sur les bords de la Jerma. Le village se trouve à la frontière entre la Bulgarie et la Serbie.

## Démographie

### Évolution historique de la population
| 1948 | 1953 | 1961 | 1971 | 1981 | 1991 | 2002 | 2011 |
| ---- | ---- | ---- | ---- | ---- | ---- | ---- | ---- |
| 485  | 440  | 346  | 256  | 182  | 101  | 53   | 25   |

|  |